# 命令法
命令法（英: imperative mood）は、インド・ヨーロッパ語族などの言語での動詞の活用の一つ。その名の通り、命令・希望形を作る場合に使われる。
英語では動詞の原形がそのまま使われるためになじみがないものであるが、フランス語やドイツ語などその他の言語ではよく使われる。二人称に対する普通の命令法のほか、一人称複数に対する勧誘を表現する形式（英語ではLet's …という言い方を使う）もある。
ただ、スペイン語やポルトガル語では、三人称への命令や、二人称でも否定命令（禁止）は接続法を利用する。
日本語にはこれに当たるものとして命令形がある。他に関東方言などで、連用形に終助詞「な」をつける形、また敬語（丁寧）表現として補助動詞命令形「なさい」、あるいは依頼の「て（下さい）」がある。
禁止表現として否定命令を用いる言語が多いが、独立の禁止法を用いる言語もある（日本語がその例である）。